# St. Vincent's-St. Stephen's-Peter's River
St. Vincent's-St. Stephen's-Peter's River é uma pequena cidade localizada na província canadense de Terra Nova e Labrador. De acordo com o censo canadense de 2016, a cidade tinha uma população de 313 habitantes.